# 김혁건
김혁건(1981년 4월 23일 ~ )은 더 크로스의 가수이며, 2003년에 Don't Cry라는 곡으로 데뷔하였다. 2012년 3월 26일 밤 11시경에 자신이 타고 가던 오토바이가 반대편 차선에서 예측 출발한(불법유턴) 자동차와 정면 충돌하는 사고로 목이 부러지게 되면서 어깨 아래로는 감각이 없고, 움직이지 못하는 사지 마비 장애를 가지게 되었다. 경희대학교 대학원 석사 과정을 마저 마치고 추가로 박사 과정에 진학해 박사 학위를 취득했으며, 현재 오산대학교 실용사회복지과에서 겸임교수로 재직 중이다.